# Hermann Bunning
Nicolaus Hermann Bunning (* 28. März 1868 in Essen in Oldenburg; † 23. August 1930 in Berlin) war ein deutscher Architekt, der sich weitestgehend auf Kirchenbauten im Raum Berlin spezialisiert hatte. Hier sind zahlreiche Gebäude erhalten und stehen unter Denkmalschutz.

## Leben
Hermann Bunning war durch sein Elternhaus katholisch geprägt worden. Nach Schulbesuch und einer folgenden Ausbildung zum Maurer eröffnete Hermann Bunning bereits 1895 in Berlin ein eigenes Baugeschäft in der Cuxhavener Straße 15. Er annoncierte es im Berliner Adressbuch als Bunning, H.; Architect und Maurermeister. Zugleich betätigte er sich als Unterhändler bei Immobiliengeschäften für Stadt- und Kirchengemeinden sowie für den Gesamtverband der Katholischen Kirchengemeinden Groß-Berlins. Als „Allround-Unternehmer“, der von der Planung bis zur Bauübergabe alles weitestgehend selbst erledigte, war er nach seinen Erstlingswerken rasch ein gefragter Geschäftspartner.
Seine erste bedeutendere Arbeit als Architekt und Bauunternehmer war der Bau einer Friedhofskapelle, eines Inspektorenwohnhauses und der Einfriedung um einen Kirchhof in Reinickendorf bei Berlin. Gelegentlich trat er bei öffentlichen Arbeiten in Gemeinschaft mit anderen Architekten wie Engelbert Seibertz, Wilhelm Frydag, Christoph Hehl oder Carl Kühn auf.
Während der Bauarbeiten zum St.-Gertrauden-Krankenhaus starb Hermann Bunning. Seine Kinder führten das Baugeschäft als Hermann Bunning Kommanditgesellschaft (KG) weiter, zusammen mit dem Architekten Friedrich Kramer aus Charlottenburg. Bunning lebte in verschiedenen Wohnungen im Hansa-Viertel. 1895 lebte er in der Claudiusstraße 2. Als er 1930 starb, lebte er in der Bachstraße 7.

## Werk (Auswahl)

### Nach eigenen Plänen ausgeführte Bauten
- 1899–1900: Mehrfamilienwohnhaus in (Berlin-)Schöneberg, Neue Bayreuther Straße (ab 1958: Welserstraße)
 Bauherr war die Berliner Bauwerksgenossenschaft; Bunning als deren Vorstandsmitglied konzipierte die Grundrisse und leitete die Bauausführung, Engelbert Seibertz entwarf die Fassade in Anlehnung an die altmärkische Backsteinarchitektur, für den Innenausbau war der Architekt A. Waider verantwortlich.[6]
- 1902: Inspektorenwohnhaus, Kapelle und Einfriedung für den Kirchhof der St.-Sebastian-Gemeinde in (Berlin-)Reinickendorf, Humboldtstraße[7]
- 1906: Gewerbehof in Berlin, Lausitzer Straße 10[8][9]
- 1906–1907: Friedhofskapelle, Verwaltungsgebäude und Einfriedung für den Friedhof der St.-Hedwig- und St.-Pius-Gemeinde in (Berlin-)Hohenschönhausen, Berliner Straße (seit 1985: Konrad-Wolf-Straße)[10]
- 1906–1907: Pfarr- und Gemeindehaus zur katholischen Kirche St. Paulus am Dominikanerkloster in Berlin, Oldenburger Straße 45/46[11]
- 1906–1908: katholische Kirche St. Petrus in Berlin-Gesundbrunnen, Bellermannstraße[12]
- 1924–1926: Erweiterungsbau (Seitenflügel) zu einem Mehrfamilienwohnhaus des St.-Joseph-Heims der Karmelitinnen vom Göttlichen Herzen Jesu in Berlin-Prenzlauer Berg[13]
- 1929: Sankt-Gertrauden-Krankenhaus in Berlin-Wilmersdorf, Paretzer Straße 11/12[14]

### Nach Plänen anderer Architekten ausgeführte Bauten
- um 1895: Alexianer St. Joseph-Krankenhaus Berlin-Weißensee
- 1910–1911: katholische Kirche St. Clemens und Gesellenhospiz in Berlin, Stresemannstraße 66 (Entwurf von Albert Weber; heute Exerzitienzentrum der Göttlichen Barmherzigkeit für die Reevangelisation)[15]
- 1916: katholische Kirche St. Norbert in (Berlin-)Schöneberg (Entwurf von Carl Kühn)
- um 1915: katholische Kirche St. Laurentius in Berlin-Moabit, Bandelstraße (Entwurf von Wilhelm Frydag; im Zweiten Weltkrieg zerstört; Der 1952 eingeweihte Neubau lehnt sich nicht an den neobarocken Vorgängerbau an.)
- 1930: katholische Kirche Heilige Familie in Berlin-Prenzlauer Berg, Humannplatz (Entwurf von Carl Kühn)